# Championnats d'Asie de boxe amateur 1980
Navigation
Édition précédente Édition suivante
La 9e édition des championnats d'Asie de boxe amateur s'est déroulée à Bombay, en Inde, en 1980. 

## Résultats

### Podiums
| Catégories                    | Or                  | Argent               | Bronze                              |
| Poids mi-mouches (-48 kg)     | Ali Ben             | Birender Singh Thapa | Farid Mahdi Salman Tsukawa Nakamura |
| Poids mouches (-51 kg)        | Kim Ju Won          | Issac Amaldas        | T. Samidan Koichi Koba              |
| Poids coqs (-54 kg)           | Ferry Moniaga       | Chul Soon Hwang      | Ganapathy Mandharan Abdul Hassan    |
| Poids plumes (-57 kg)         | Rawsalyn Otgonbayar | Oh Min Keum          | M. Mandharan Shigushi Higushi       |
| Poids légers (-60 kg)         | Galsandorj Batbileg | Dong Kil Kim         | Umesh Maskey Ekambaram              |
| Poids super-légers (-63,5 kg) | Yasuhiko Sojima     | Mohamed Sidiq        | Bakshish Singh S. Rupasinghe        |
| Poids welters (-67 kg)        | Mansour Soudeghi    | Sommal Kumton        | Tumur Battar Sadie Jabbar Mohammad  |
| Poids super-welters (-71 kg)  | Chun Lee Park       | Muluk Singh          | Hassan Majeed Shagdar Bayarsakhan   |
| Poids moyens (-75 kg)         | Yong Park Kim       | T. Sakasai           | R. Halgekor H. Alingrad             |
| Poids mi-lourds (-81 kg)      | Bodri Singh         | Afshar Assadi        | Ismail Salman Khalil G. Pantoosarn  |
| Poids lourds (+81 kg)         | Kaur Singh          | Krismanto            | Masis Hambarsumian Abdul Jabbar     |

### Tableau des médailles
| Place | Pays              | Médaille d'or, Asie | Médaille d'argent, Asie | Médaille de bronze, Asie | Total |
| ----- | ----------------- | ------------------- | ----------------------- | ------------------------ | ----- |
| 1     | Corée du Sud      | 3                   | 3                       | 0                        | 6     |
| 2     | Inde              | 2                   | 3                       | 5                        | 10    |
| 3     | Mongolie          | 2                   | 0                       | 2                        | 4     |
| 3     | Japon             | 1                   | 1                       | 3                        | 5     |
| 5     | Iran              | 1                   | 1                       | 2                        | 4     |
| 6     | Pakistan          | 1                   | 1                       | 0                        | 2     |
| 6     | Indonésie         | 1                   | 1                       | 0                        | 2     |
| 8     | Thaïlande         | 0                   | 1                       | 1                        | 2     |
| 9     | Irak              | 0                   | 0                       | 6                        | 6     |
| 10    | Sri Lanka         | 0                   | 0                       | 2                        | 6     |
| 11    | Népal             | 0                   | 0                       | 1                        | 1     |
| Total | 11 pays médaillés | 11                  | 11                      | 22                       | 44    |